# سمیرا احمد

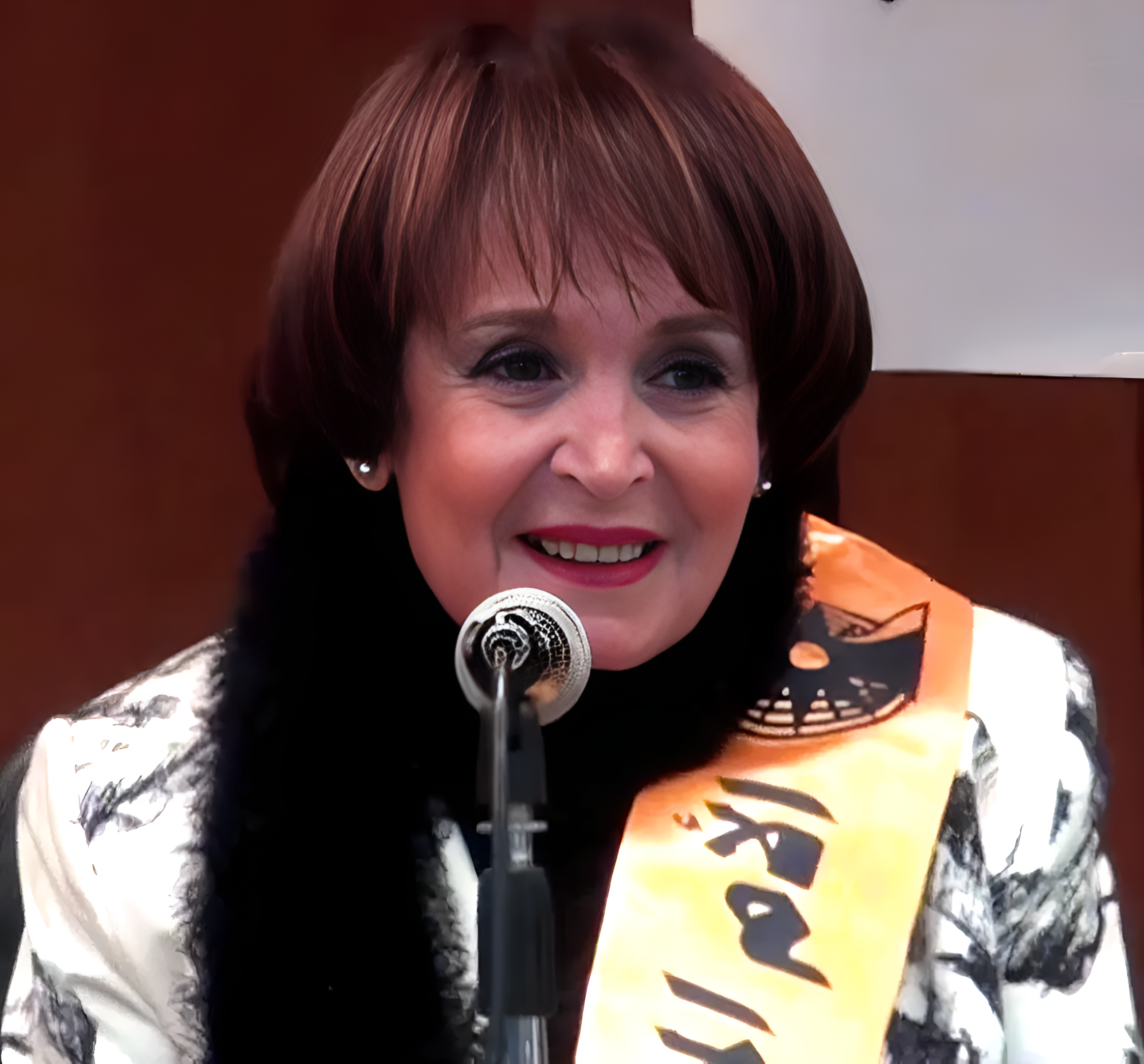
سمیرا احمد در اهدا جوایز

سمیرا احمد (متولد 15 نوامبر 1935) بازیگر و تهیه کننده مصری.

## زندگی
او از پدری به دنیا آمد که در دادگاه استیناف استان اسیوط به عنوان خوشنویس کار می کرد. هفت خواهر و برادر داشت که یکی از آنها بازیگر کمدی خیریه احمد بود. او در جوانی به همراه خانواده اش به قاهره نقل مکان کرد. او عاشق ستارگان هنر و بازیگرانی مانند لیلا مراد، شادیه و تحیه کاریوکا بود. حادثه ای رخ داد که زندگی او را تغییر داد، چشمان پدرش آب آورد که بستری شدن او در بیمارستان  شرایط خانواده را سخت کرد. از این رو دختران برای رویارویی با بحرانی که برایشان پیش آمده بود متحد شدند، بنابراین خواهر بزرگتر، «نوال» در فروشگاه های سدناوی کار کرد و به دلیل سن کم، او و خواهرش خیریه نمی توانستند مانند بزرگترها کار کنند. بر حسب اتفاق به دفتر یکی از ماموران ثبت احوال رفتند تا برای روزی پنجاه قروش کار کنند. او سعی میکرد بزرگتر از سنش به نظر برسد، بنابراین آرایش کرد و به جای پیش بند لباس پوشید و پاشنه‌های کفش‌های بلند پوشید و این توجه کارگردانها را جلب کرد و او را برای بازی در نقش‌های کوچک انتخاب کردند، اما او خیلی زود موفق شد و شروع به بازی در نقش‌های بزرگ‌تر کند. بزرگترین نقش ها مانند نقش او در فیلم دختران و تابستان در سال 1960 . شهرت زیادی تا زمانی که نقش های اصلی را به دست آورد و از مهم ترین آثار سینمایی او می توان به الخرسه در سال 1961 به کارگردانی حسن الامام و "مبارزه قهرمانان" در سال 1962 به تهیه کنندگی صلاح ذوالفقار و عزالدین ذوالفقار اشاره کرد. و به کارگردانی توفیق صالح، ام عروس، به کارگردانی عاطف سالم، خان الخلیلی در سال 1966 بر اساس رمان نویسنده نجیب محفوظ، قندیل ام هاشم در سال 1968، عین الحیات در سال 1970 مقابل صلاح ذوالفقار، الشیمه در 1972 و Night and Rods در 1973 به کارگردانی اشرف فهمی. او در سال 1976 فیلم دنیای کودکان را تهیه کرد و در آن بازی کرد. او سریال های تلویزیونی مهمی از جمله زنی از زمان عشق و امیره را در ابدین ارائه کرد.

## زندگی خانوادگی
او چهار بار ازدواج کرد، بار اول با بتروس زریبت، سپس نویسنده وجیه نجیب،  پدر دخترش «جلیله» و سپس ادیب جابر تهیه‌کننده و شوهر چهارمش صفوت غطاس تهیه‌کننده بود.